# Aur (Oblast' autonoma ebraica)
Aur (in lingua russa Аур) è un centro abitato dell'Oblast' autonoma ebraica, situato nel Smidovičskij rajon.